# パタパタママ
パタパタママは、『ひらけ!ポンキッキ』で使われた楽曲。1976年に発表された。作詞：高田ひろお、作曲・編曲：佐瀬寿一。

## 概要
1976年6月25日にキャニオン・レコード（現・ポニーキャニオン）からシングル発売。型番はCX-105。『ひらけ!ポンキッキ』の番組内では発売に先立って1976年6月1日から放送が開始された。
軽快なポップサウンドに合わせ、歌詞にちょっとした言葉遊びを盛り込んだ楽曲で、紙人形による独特の映像も注目を浴びた。キャラクターデザイナーは「およげ!たいやきくん」やバボちゃんのデザインも手がけた田島司。また、子供の視点で家事に勤しむ母親の様子をおもしろおかしく歌い上げた歌詞が、子供だけでなく親からも強く支持され、特に育児に勤しむ主婦層からのリクエストが非常に多かったという。リクエストの数はこの曲の放送が開始された6月には280通、翌7月には380通を集め、他の曲を寄せ付けないほどだった。一方で、つまみ食いや居眠りをしたり、隣のママとお喋りをしたりなどといったこの曲の歌詞の内容が「怠慢」と見られて「私はそんなに怠慢じゃない」「昼寝する暇なんかありません」「子供に対して母親の印象を悪くするのでは」などと言った否定的な意見の投書が多い時で一日40通ほど寄せられたという。歌詞は子供視点の楽曲のため夜8時までで終わっている。オリジナル歌手はのこいのこで、彼女の軽快で明るい歌声もあってヒットを遂げ、「およげ!たいやきくん」らと共に同番組を代表する楽曲の一つとなった。
姉妹曲として日曜日の父親の一日と哀愁を歌った「サンデーパパ」がある。
なお、シングル盤のB面は、子門真人の「ホネホネ・ロック」であり、この曲も同番組を代表する非常に有名な人気曲である。作詞：高田ひろお、作曲：佐瀬寿一。エフェクトの利いたエレキギターの音に、酋長の太鼓に合わせガイコツが躍るという弾けた（今日では放送コードに引っかかる部分もあるため、カバーバージョンでは一部歌詞が刷新され、オリジナル映像を流す際は2番目だけを放送）歌詞、そして「およげ!たいやきくん」とは全く毛色の違う子門真人の、雄叫びを含め豪快で伸びのある歌唱に惹かれた子供（この曲は男の子に支持された）も多く、同LP盤の売上を後押しした。音楽ディレクターの小島豊美によると、「ホネホネ・ロック」を番組内で最初に歌っていたのは作曲者の佐瀬寿一であったが、子門真人の歌う「およげ!たいやきくん」がヒットしたため、キャニオン・レコードの意向により子門真人の歌に差し替えられた。一方、佐瀬本人は「ホネホネ・ロック」を歌ったのを覚えていないという。
尚、「ホネホネ・ロック」のジャケットには「片面：パタパタママ」と書かれており、事実上同シングルはダブルA面扱いである。
「およげ!たいやきくん」で子供向けの楽曲が注目されていた社会的背景もあり、この二つの話題曲を収録したシングルは60万枚を売り上げた。

## カバー
パタパタママ
- 前川陽子（1977年発売『ファミリー・ベスト こどものうたヒット・アルバム』CW-7163などに収録。主に日本コロムビアから発売されたLP・CDに収録されている）
- 若草ジャイアンツ（1977年発売、メドレー曲「ディスコ・ベイビーちゃん」（編曲：淡海悟郎）の1曲として披露）
- 岡崎裕美（1990年6月6日にビクター音楽産業〈現・ビクターエンタテインメント〉から発売された『ひらけ!ポンキッキ』VICG-40011〜12に収録）
- 大和田りつこ（1991年11月27日に東芝EMI〈現・ユニバーサルミュージックジャパン〉から発売された『テレビ人気こどものうた』TOCT-6349に収録）
- 西田ひかる（2000年発売『P-kies Oldies New Trax』収録）
- Lipless×Sister（2001年。『パタパタ ママDance Remix“パラパラママ”Version』としてカバー）　アレンジは NewGeneration の Honmax
- 花団（2007年発売『恋のテンテコダンス』収録）
- 鈴木より子（2007年発売『こどものうた ヒット♪オンパレード きみのこえ テルーの唄』収録）
- 大好真々子（茅野愛衣）（2019年。「通常攻撃が全体攻撃で二回攻撃ママ」の曲名で、三重野瞳の作詞による替え歌。テレビアニメ『通常攻撃が全体攻撃で二回攻撃のお母さんは好きですか?』エンディングテーマ。同アニメのBlu-ray＆DVD第1巻完全生産限定版の特典CDに収録）

ホネホネ・ロック
- POT SHOT（2000年発売『P-kies Oldies New Trax』収録）
- 花団（2005年発売『恋のマグニチュード』収録）